# 열아홉 (영화)
《열아홉》은 2021년에 개봉한 대한민국의 영화이다. 손영주 등이 주연으로 출연하였고 이승무 등이 제작에 참여하였다.

## 캐스팅
- 손영주 : 김소정 역
- 정태성 : 성현 역
- 박희은 : 소정 엄마 역
- 최은화 : 담임 선생님 역
- 최원용 : 소정 외삼촌 역
- 원미원 : 옆집 할머니 역
- 변중희 : 부녀회장 할머니 역
- 임호준 : 성현 아빠 역
- 송철호 : 소정 아빠 역
- 이천희 : 경비 아저씨 역
- 김가영 : 반장 아주머니 역
- 정서인 : 조 여사 역
- 이승찬 : 복지관 직원 (남) 역
- 권잎새 : 김수진 (중고거래 무리) 역
- 박찬호 : 정수찬 (중고거래 무리) 역
- 고다연 : 한지혜 (소정 같은 반 여학생 1) 역
- 김여령 : 이민아 (소정 같은 반 여학생 2) 역
- 이제옥 : 성현 엄마 역
- 김채원 : 성현 엄마 역 (목소리)
- 한해인 : 복지사 (여) 역
- 장태현 : 오석민 (중고거래 무리) 역
- 김통일 : 김기태 (중고거래 무리) 역
- 이성은 : 간호사 역
- 야마다 : 악기가게 사장 역
- 조수빈 : 화장품 숍 직원 역
- 우경희 : 과일빙수 가계 사장 역
- 장위지 : 법률공단 변호사 역
- 최나혜 : 키보드 중고거래 판매자 역
- 정승현 : 댄스팀 역
- 박지은 : 댄스팀 역
- 안진희 : 댄스팀 역
- 박유현 : 댄스팀 역
- 박종현 : 공단직원 / 경찰 (목소리) 역
- 박강섭 : 공단사장 역 (우정출연)

## 기타 제작진
- 프로듀서: 이희구
- 조명: 나두열
- 동시녹음: 정우현
- 미술: 김진이
- 시각효과: 주현우
- 분장: 김정현
- 디지털색보정: 배세웅

## 수상
- 2021년 제9회 서울구로국제어린이영화제 수상 키즈포커스 - 배우상 (손영주)
- 2021년 제22회 전주국제영화제 후보 한국경쟁